# アディソン・ラッセル
アディソン・ウェイン・ラッセル（Addison Wayne Russell, 1994年1月23日 - ）は、アメリカ合衆国フロリダ州サンタローザ郡ペース出身のプロ野球選手（内野手）。右投右打。愛称はアディー。

## 経歴

### プロ入りとアスレチックス傘下時代
2012年のMLBドラフト1巡目（全体11位）でオークランド・アスレチックスから指名され、プロ入り。この年は傘下のルーキー級アリゾナリーグ・アスレチックスでプロデビューし、A-級バーモント・レイクモンスターズ、A級バーリントン・ビーズでもプレーした。
2013年はA+級ストックトン・ポーツで107試合に出場し、打率.275・17本塁打・60打点・21盗塁の成績を残した。また、AAA級サクラメント・リバーキャッツでも3試合に出場した。
2014年はA+級ストックトンとAA級ミッドランド・ロックハウンズでプレーした。

### カブス時代
2014年7月6日にジェフ・サマージャ、ジェイソン・ハメルとのトレードで、ダン・ストレイリー、ビリー・マッキニーと共にシカゴ・カブスへ移籍した。移籍後は傘下のAA級テネシー・スモーキーズに配属され、50試合に出場し、打率.294・12本塁打・36打点・2盗塁の成績を残した。
2015年は開幕をAAA級アイオワ・カブスで迎えたが、4月21日にメジャー初昇格を果たした。同日のピッツバーグ・パイレーツ戦では9番・二塁手として先発起用され、メジャーデビュー。結果は5打数無安打だったが、翌日の同カードでバンス・ウォーリーからメジャー初安打を放った。5月1日のミルウォーキー・ブルワーズ戦ではチームを1 - 0での勝利に導くメジャー初本塁打をウィリー・ペラルタから放った。この年はジョー・マドン監督の方針により投手を8番、ラッセルを9番打者で起用されることが多く、142試合に出場し、打率.242・13本塁打・54打点・OPS.696と新人としてはまずまずの成績を残した。守備では、本職の遊撃手より二塁手を守る試合の方がやや多く、守備防御点の合計は +19と高水準だった。シーズンオフにジェイソン・ヘイワードがFAで加入したことに伴い、背番号「22」を譲り、「27」に変更となった。
2016年は前半戦終了時点で打率.232・11本塁打・OPS.731という成績だったが、シーズン好調のカブスに人気が集まったことと、守備での貢献を評価される形でファン投票でオールスターゲーム初選出となった。シーズン通算では151試合出場、打率.238・21本塁打・95打点・5盗塁の成績を残した。特にカブスの遊撃手としてシーズン90打点以上をマークしたのは、殿堂入りのアーニー・バンクス以来2人目のことであった。守備面での貢献度も高く、148試合の遊撃守備でDRSは + 19・UZRは + 15.4というハイレベルな水準だった。サンフランシスコ・ジャイアンツとのディビジョンシリーズでは4試合で15打数1安打0打点、打率.067の不振に陥ったものの、ロサンゼルス・ドジャースとのリーグチャンピオンシップシリーズでは6試合で22打数4安打、2本塁打4打点、打率.273と復調をみせた。クリーブランド・インディアンスとのワールドシリーズ第6戦では3回にインディアンス2番手のダン・オテロから満塁本塁打を放つなど、2安打6打点の大活躍を見せた。ワールドシリーズ初出場の選手が満塁本塁打を放ったのは2005年のワールドシリーズ第2戦のポール・コネルコ以来であった。ワールドシリーズでの成績は7試合で27打数6安打、1本塁打9打点、打率.222だった。
2017年4月19日のミルウォーキー・ブルワーズ戦で、ネフタリ・フェリスから自身初のサヨナラ本塁打を記録。
2017年、妻がInstagramでラッセルの浮気を暴露。さらに、妻の友人がラッセルの妻への家庭内暴力をブログで証言。2018年8月に離婚。同年9月、元妻が家庭内暴力をブログで告発したのを受けて、MLBの規定により出場登録抹消。10月から40試合出場停止処分を受ける。
2019年5月8日に出場停止処分が解除された。オフの12月2日にノンテンダーFAとなった。

### 第一次キウム時代
2020年6月20日にKBOリーグのキウム・ヒーローズと1年53万ドルで契約した。シーズン終了後の11月27日に球団が来季の契約を結ばないことを発表した。

### メキシカンリーグ時代
2021年から2年間は、メキシカンリーグのモンクローバ・スティーラーズでプレーした。

### 第二次キウム時代
2022年12月12日、古巣のキウム・ヒーローズと契約した。2023年7月13日、ウェーバー公示を要請され、7月20日、自由契約選手となった。

## 詳細情報

### 年度別打撃成績
| 年 度    | 球 団    | 試 合 | 打 席 | 打 数 | 得 点 | 安 打 | 二 塁 打 | 三 塁 打 | 本 塁 打 | 塁 打 | 打 点 | 盗 塁 | 盗 塁 死 | 犠 打 | 犠 飛 | 四 球 | 敬 遠 | 死 球 | 三 振 | 併 殺 打 | 打 率 | 出 塁 率 | 長 打 率 | O P S |
| -------- | -------- | ----- | ----- | ----- | ----- | ----- | -------- | -------- | -------- | ----- | ----- | ----- | -------- | ----- | ----- | ----- | ----- | ----- | ----- | -------- | ----- | -------- | -------- | ----- |
| 2015     | CHC      | 142   | 523   | 475   | 60    | 115   | 29       | 1        | 13       | 185   | 54    | 4     | 3        | 1     | 2     | 42    | 2     | 3     | 149   | 8        | .242  | .307     | .389     | .696  |
| 2016     | CHC      | 151   | 598   | 525   | 67    | 125   | 25       | 3        | 21       | 219   | 95    | 5     | 1        | 0     | 6     | 55    | 6     | 12    | 135   | 11       | .238  | .321     | .417     | .738  |
| 2017     | CHC      | 110   | 385   | 352   | 52    | 84    | 21       | 3        | 12       | 147   | 43    | 2     | 1        | 0     | 0     | 29    | 5     | 4     | 91    | 5        | .239  | .304     | .418     | .722  |
| 2018     | CHC      | 130   | 465   | 420   | 52    | 105   | 21       | 1        | 5        | 143   | 38    | 4     | 0        | 1     | 2     | 40    | 2     | 2     | 99    | 7        | .250  | .317     | .340     | .657  |
| 2019     | CHC      | 82    | 241   | 215   | 25    | 51    | 4        | 1        | 9        | 84    | 23    | 2     | 0        | 1     | 2     | 20    | 2     | 3     | 58    | 7        | .237  | .308     | .391     | .699  |
| 2020     | キウム   | 65    | 271   | 244   | 22    | 62    | 14       | 0        | 2        | 82    | 31    | 2     | 0        | 0     | 3     | 20    | 1     | 2     | 37    | 6        | .254  | .317     | .336     | .653  |
| 2023     | キウム   | 59    | 239   | 220   | 20    | 63    | 11       | 1        | 4        | 88    | 42    | 1     | 0        | 0     | 1     | 17    | 1     | 1     | 39    | 5        | .286  | .339     | .400     | .739  |
| MLB：5年 | MLB：5年 | 615   | 2212  | 1987  | 256   | 480   | 100      | 9        | 60       | 778   | 253   | 17    | 5        | 3     | 12    | 186   | 17    | 24    | 532   | 38       | .242  | .312     | .392     | .704  |
| KBO：2年 | KBO：2年 | 124   | 510   | 464   | 42    | 125   | 25       | 1        | 6        | 170   | 73    | 3     | 0        | 0     | 4     | 39    | 2     | 3     | 76    | 11       | .269  | .327     | .366     | .694  |

- 2020年度シーズン終了時

### 表彰
- Topps ルーキーオールスターチーム（英語版） （二塁手部門：2015年）

### 記録
- MLBオールスターゲーム選出：1回 （2016年）

### 背番号
- 22 (2015年)
- 27 (2016年 - 2019年、2021年 - 2023年)
- 50 (2020年)